# 梁君彥
梁君彥，大紫荊勳賢，GBS，MBE，JP（1951年2月24日—），廣東順德人，香港現任立法會議員主席（第3任），代表工業界（第一）功能界別，曾擔任香港生產力促進局主席、職業訓練局主席和立法會內務委員會主席。2020年10月獲頒大紫荊勳章。

## 生平
梁君彥1951年在香港出生，1956年畢業於深水埗學校（幼稚園部），1963年畢業於福榮街官立小學，後升讀荃灣聖芳濟中學。中學畢業後，他入讀英國列斯大學。他是前自由黨黨員，在2008年10月8日與林健鋒、梁劉柔芬宣佈退黨，另組經濟動力。
2012年10月7日，梁君彥與創會成員包括梁劉柔芬、林健鋒、劉皇發、石禮謙、盧偉國、張華峰及梁美芬等人聯同一群理念相近的工商及專業界人士成立「香港經民聯」，他晉升任成為創黨主席。
目前，梁君彥的父親是新興織造廠創辦人梁澤江。梁君彥大學畢業後加入家族企業，後成為第二代主席。

## 爭議

### 未有投票支持普選方案
2015年6月17至18日，立法會討論及表決普選方案。泛民主派及醫學界梁家騮事前表明不接受全國人大常委會規定特首參選人需取得過半提委支持才能成為候選人，議案難以獲三分之二議員支持通過。
2015年6月18日，建制派為了等待遲到的經民聯劉皇發一起表決，包括梁君彥在內大部份建制派離場，意圖令會議流會，讓劉趕及回來。然而部份建制派並未有一起離場，導致會議有足夠人數繼續進行，最後立法會以廿八票對八票大比數否決政改方案。事後部分建制派議員紛紛到中聯辦交待事件。
表決前發言時，梁君彥指主流民意清晰支持政改，所以議員應該投票支持方案，這樣對香港經濟及穩定才有利。然而，翌日梁在投票前離場，未有順應他口中所講的「主流民意」投票，亦沒有支持他提及「對香港經濟及穩定有利」的方案。

### 熱血公民鄭松泰倒插國旗案
2016年10月19日，然而，倒插入國旗及區旗案事件，當第六屆立法會第二次會議，5名未完成宣誓的議員包括黃定光、姚松炎、劉小麗、游蕙禎及梁頌恆按程序需要依次完成宣誓，但當黃定光和姚松炎完成宣誓後，38名建制派議員全部離席抗議並欲導致流會。在點算人數期間，熱血公民香港立法會鄭松泰議員遊走到民建聯成員的坐席位置，並將議員自行帶來插入在枱上的中國國旗和香港區旗案倒轉，隨即被立法會主席梁君彥宣布流會前作為的「違反誓言」和「行為不檢」等案件，劉國勳又指出，鄭松泰就表示目前將自己之後但亦有現在離開座位。塗污漬污糟等裁定行為不檢而趕離場，成為當屆會議上首個被逐離場的立法會議員。事件直至梁君彥宣布流會，事件中是時任立法會議員劉國勳當本人相信又是不過就有意見認為表示鄭松泰仍逗留在會議廳內要求警告後提出檢控上亦再指責罵時任的公民黨立法會議員成員的毛孟靜、以及蔣麗芸等人時候到場後發現再返回倒轉插國旗區旗而引起導致違反《香港基本法》等。

### 被指有利益衝突
梁君彥申報擔任18間公司受薪董事，涉及多個行業，包括上市及離岸公司，被指有利益衝突之嫌。梁君彥重申，當選主席後會逐一審視。壹周刊調查發現，梁最少持有兩間英國公司股份，但無向立法會作出申報。

### 第一位功能界別的立法會主席
自彭定康取消香港總督兼任立法局主席改以議員互選後，歷任立法局/會主席也非功能界別。在第六屆香港立法會選主席其間，原本主持選舉的梁耀忠以「對我來說都無法澄清我心裏的問題」而離席放棄主持，交由立法會第三資深的議員，經民聯石禮謙主持。被非建制派議員質疑仍未完成放棄英國國籍手續，不可當主席的梁君彥，最終在非建制議員撕爛選票並離場抗議下，新一屆立法會主席為功能界別工業界（第一）議員梁君彥擔任，為首位功能界別議員當選立法會主席。

### 欽點陳健波主持內會主席選舉
2020年5月15日，梁君彥引用《議事規則》第92條指定保險界建制派立法會議員陳健波主持5月18日的內會主席選舉。民主派會議召集人陳淑莊認為梁君彥的決定奪去郭榮鏗主持內會主席選舉的權力，顯示了這是建制派希望「奪權」，她又質疑梁君彥的決定有違立法會行之已久的「論資排輩」慣例。建制派廖長江則表示梁君彥作為立法會主席有對《議事規則》的詮釋權和決策權，認為梁決定是謹慎及經深思熟慮。

### 鄭松泰喪失五年立法會選舉議席
2021年8月26日，同日港府宣布，熱血公民鄭松泰失去議席後，無法通過選委會資格審查，不但無法成為選舉委員會當然委員議席，更因此而即當第六屆立法會選舉喪失五年議員資格，然後，現在第7屆立法會換屆選舉時沒有參與的失去後議員資格。主席梁君彥表示，收到政務司司長李家超來信，資審會已判定鄭松泰登記成為當然選委無效，由於鄭松泰被認定不符合《基本法》和效忠特區的法定要求和條件，根據去年11月底的人大決定通過後，鄭松泰已於今日由下午開始起即時喪失議員議席的資格並即日起暫時無支符薪金津貼等。

## 名下馬匹
梁君彥是香港賽馬會會員，曾經合夥擁有馬匹荃盛之寶和好拚勁。此外，他的弟弟、新興織造廠董事總經理梁嘉彥亦是馬主，名下馬匹包括添多福。

## 榮譽
- 非官守太平紳士（1996年）
- M.B.E. （1997年）
- 銀紫荊星章（2004年）[29]
- 金紫荊星章（2010年）
- 大紫荊勳章 (2020年）

## 擔任受薪董事的公司
- 九龍倉置業地產投資有限公司[30]
- 華南城控股有限公司
- 大新金融集團有限公司
- 大灣區航空有限公司

## 公職
- 2013年 經濟發展委員會 成員

## 廣告
- 恆生銀行廣告